# Affaire des HLM de Paris
 (octobre 2011).
Si vous disposez d'ouvrages ou d'articles de référence ou si vous connaissez des sites web de qualité traitant du thème abordé ici, merci de compléter l'article en donnant les références utiles à sa vérifiabilité et en les liant à la section « Notes et références ».
L'enquête sur l'affaire des HLM de Paris (OPAC) a débuté en septembre 1994 pour des faits de favoritisme s'étendant entre 1989 et 1995. Particulièrement complexe, l'instruction fut émaillée de multiples incidents (affaire Schuller-Maréchal, refus des policiers de perquisitionner chez Jean Tiberi, dénonciations d'un mystérieux corbeau…) et bifurcations (affaire des HLM des Hauts-de-Seine).
Dans son ordonnance de renvoi pour le procès de 49 prévenus qui s'est ouvert en janvier 2006, le juge d'instruction Armand Riberolles, successeur du juge Éric Halphen, écrit que « l'instruction n'est pas parvenue à établir formellement l'implication personnelle de responsables au sein de l'appareil politique du RPR », tout en relevant qu'« un grand nombre de témoignages, corroborés par divers éléments factuels, concourent à établir que Jean-Claude Méry avait reçu mission d'assurer le financement des activités politiques de ce parti en collectant des fonds, notamment auprès des entreprises fournisseurs de l'OPAC. » (cité par Le Monde du 25 janvier 2006). Parmi ces entreprises figurent Tecni, filiale de Vivendi-Générale des Eaux, la Cofreth, entreprise de chauffage, la SAR, entreprise de Travaux publics, la Somatem, entreprise d'ascenseurs, et d'autres.

## Chronologie

### 1994
- Janvier 1994 : le fisc découvre qu'une société d'assistance commerciale, la Seatib, adresse des factures ne correspondant à aucune prestation à une entreprise spécialisée dans le revêtement de façades, la SAR, dirigée par un ancien gardien de la paix, gaulliste de toujours et proche de Jacques Chirac, Francis Poullain[1],[2]. Le fisc apprend que la SAR règle d'autres factures fictives à deux chefs d'entreprise : Jean-Claude Méry, homme d'affaires réputé être l'un des financiers occultes du RPR, et Jacky Chaisaz, ingénieur, animateur d'une société spécialisée dans les travaux d'isolement[3].

- 20 janvier 1994 : la Direction générale des impôts (DGI) transmet au parquet de Créteil une enquête sur une entreprise appartenant à Francis Poullain, soupçonné d'avoir réglé des fausses factures par l'intermédiaire de ses sociétés, lesquelles auraient bénéficié de marchés passés par l'OPAC (Office public d'aménagement et de construction de Paris)[4],[5],[6]. Nicolas Sarkozy est alors le ministre du Budget du gouvernement Balladur[7].

- 9 février 1994 : une information judiciaire est ouverte et confiée au juge d'instruction Éric Halphen[8]. Selon Le Monde du 25 janvier 2006, une « petite chemise rose » en provenance du ministère du Budget, alors dirigé par Nicolas Sarkozy, atterrit sur le bureau d'instruction du juge Éric Halphen. Elle attire l'attention de la justice sur de fausses facturations mêlant la société SAR, dirigée par Francis Poullain, à Jean-Claude Méry, membre du comité exécutif du RPR, qui exerçait une activité de consultant auprès des entreprises du bâtiment[9].

- Été 1994 : le juge Éric Halphen acquiert vite la conviction que Jean-Claude Méry est l'un des hommes clefs du système. C'est lui qui aide Francis Poullain, grâce au produit des fausses factures, à obtenir des marchés publics tantôt à l'office public d'aménagement et de construction de Paris, tantôt à l'office HLM des Hauts-de-Seine.

- 3 août 1994 : le juge Éric Halphen place sous mandat de dépôt Francis Poullain[10]. Le montant des fausses factures est estimée à 20 millions de francs[3].

- 13 septembre 1994 : un témoin « digne de foi » met le juge Éric Halphen sur la piste du financement illégal du RPR. Éric Halphen reçoit une personne désireuse de garder l'anonymat. Ses confidences, dûment enregistrées sur procès-verbal, vont donner à l'affaire une dimension politique[11].

« L'argent recueilli par Francis Poullain grâce aux fausses factures aurait bénéficié à plusieurs hommes politiques du RPR. Ces hommes politiques seraient : Charles Pasqua, Michel Giraud, Michel Roussin, Robert Pandraud, Patrick Balkany. En ce qui concerne Robert Pandraud, qui avait déjà rencontré à plusieurs reprises Francis Poullain, les fonds lui auraient été transmis par Rémy Halbwax, ancien policier révoqué. Pour ce qui est de Michel Giraud, celui-ci aurait employé plusieurs secrétaires dans un mouvement appelé Forum du citoyen. Ces secrétaires auraient parallèlement reçu des salaires de la part de la SAR, salaires ne correspondant à aucun travail effectif et reversés à Michel Giraud. Michel Roussin serait plus un intermédiaire qu'un bénéficiaire final de l'argent. Plusieurs hommes auraient, pour le compte de Francis Poullain, fait plusieurs aller et retour entre la France et l'Afrique pour transporter des fonds. Francis Poullain serait titulaire d'un compte en Suisse. »
Le juge, souhaitant en avoir le cœur net, prend une série d'initiatives. Le jour même de l'audition de ce témoin, il demande à la police judiciaire (PJ) de filer Francis Poullain. Le lendemain, il met sur écoutes parfaitement légales Rémy Halbwax.
- 22 septembre 1994 : le juge Éric Halphen interroge Francis Poullain sur ses liens avec Rémy Halbwax. Éric Halphen remonte également jusqu'à Jean-Claude Méry. À son domicile, il met la main, notamment, sur son agenda 1992. À deux reprises sont inscrites deux initiales, avec, en face, des sommes. RH : 190 500 ; MR : 260 000. RH, comme Rémy Halbwax ; MR, comme Michel Roussin[11].

- 29 septembre 1994 : mise en examen et incarcération de Jean-Claude Méry, membre du comité exécutif du RPR et responsable de bureaux d'études soupçonné d'avoir bénéficié de fausses factures et d'avoir permis à Francis Poullain d'obtenir des marchés auprès des HLM des Hauts-de-Seine et HLM de Paris[12]. Jean-Claude Méry est placé sous mandat de dépôt[3]. Selon Le Monde du 25 janvier 2006, on lui reproche d'avoir perçu près de 40 millions de francs en trois ans, en échange d'informations livrées aux entreprises sur les marchés de l'OPAC[9].

- 8 novembre 1994 : Rémy Halbwax est mis en examen[13].

- 14 novembre 1994 : Michel Roussin, ancien directeur de cabinet de Jacques Chirac, est mis en examen. Un non-lieu sera prononcé en décembre 1995[14]. Dans l'appartement de l'ancien ministre de la Coopération, le magistrat découvre une correspondance avec une banque suisse.

- 13 décembre 1994 : perquisition à Clichy au siège du « Clichois », le journal électoral de Didier Schuller, conseiller général RPR des Hauts-de-Seine, proche de Patrick Balkany, dont il est son député suppléant, et du ministre de l'Intérieur, Charles Pasqua[15]. Il s'agit d'une bifurcation de l'enquête vers les Hauts-de-Seine, fief de Charles Pasqua, et l'office HLM des Hauts-de-Seine. Ce volet sera disjoint et confié à deux autres juges d'instruction, les juges Serge Portelli et Philippe Vandingenen[16]. En effet, le juge Éric Halphen a découvert que Francis Poullain, attributaire de nombreux marchés publics à l'office HLM des Hauts-de-Seine, dont Didier Schuller a été le directeur général, a passé des pages de publicité pour son entreprise, la SAR, au prix de 108 000 francs la page[15].

- 15 décembre 1994 : quarante-huit heures après la perquisition au Clichois, Didier Schuller porte plainte contre le Dr Maréchal, beau-père du juge Éric Halphen. C'est le début de l'affaire Schuller-Maréchal. Le Dr Maréchal lui aurait proposé le 11 octobre 1994, de faire pression sur son gendre pour qu'il freine son instruction en direction des Hauts-de-Seine[17].

- 17 décembre 1994 : la PJ enregistre une conversation téléphonique entre Didier Schuller et le Dr Maréchal ; ce dernier est pris en flagrant délit d'extorsion de fonds[18]. Le procureur général de Paris envisage le dessaisissement d'Éric Halphen. Révélée au grand jour, cette « affaire dans l'affaire » a une conséquence immédiate : elle déstabilise le juge Éric Halphen, qui prend quelques jours de vacances[19],[20]. Didier Schuller est soulagé.

### 1995
L'enquête entre alors dans une longue période d'incertitudes dont elle n'est jamais véritablement sortie, parasitée par les conséquences de l'affaire Schuller-Maréchal, à la fin de 1994, puis par les fausses pistes distillées par un ou plusieurs « corbeaux ». Une cinquantaine de chefs d'entreprise ont été mis en examen, ainsi que les principaux dirigeants de l'office public d'aménagement et de construction de Paris au début des années 1990, et jusqu'au maire RPR de la Ville de Paris, Jean Tiberi, le 28 juin 1999.
- 1er février 1995 : Éric Halphen reçoit à son cabinet un coup de fil anonyme[21]. Son correspondant lui indique qu'une transaction doit se dérouler à l'heure du déjeuner à l'hôtel Mercure de Nogent-sur-Marne : une femme doit remettre 50 000 francs à un homme aux cheveux bruns qui arrivera en 4 X 4. Les policiers foncent au Mercure à l'heure dite. Une femme, Françoise Montfort, présidente de la société AVS (Assainissement voirie service), s'apprête à remettre 46 000 francs dans une enveloppe à un homme d'affaires, Jean-Paul Schimpf, ex-gérant d'une filiale de la SCREG. Tous deux sont arrêtés immédiatement. Sur Jean-Paul Schimpf, les enquêteurs trouvent un contrat de prêt de 1 million de francs destiné à l'achat de l'appartement de la compagne de Didier Schuller[22]. Quant à Françoise Montfort, elle admet très vite avoir dû payer, pendant des années, une taxe de 3 à 5 % pour l'obtention de marchés publics à l'office HLM des Hauts-de-Seine. Elle n'est pas la seule : d'autres chefs d'entreprise semblent, eux aussi, avoir dû verser leur écot sous peine de ne pas empocher de contrats[23].

- 17 mars 1995 : Robert Pandraud, membre RPR du conseil régional d'Ile-de-France, est mis en examen[5]. Elle sera annulée en octobre 2000[24].

- 24 mai 1995 : Georges Pérol, ancien directeur de l'OPAC, et François Ciolina, son ex-adjoint, sont mis en examen[25],[26].

- Juillet 1995 : des perquisitions sont réalisées au siège du RPR[27].

- Décembre 1995 : deux témoignages ne tenant plus, le juge Éric Halphen accorde un non-lieu à Michel Roussin[28].

### 1996
- 30 mai 1996 : François Ciolina met en cause Jean Tiberi, maire de Paris[26].

- 27 juin 1996 : Une perquisition au domicile de Jean Tiberi, maire de Paris, est réalisée. On découvre des fiches de paie au nom de Xavière Tiberi, émanant du conseil général de l'Essonne[29]. Le ministre de la Justice Jacques Toubon envoie un hélicoptère dans l'Himalaya pour ramener en urgence le procureur de la République de l'Essonne chargé d'éviter des ennuis à Xavière Tiberi[30].

### 1999
- Juin 1999 : Jean-Claude Méry décède d'un cancer à l'âge de cinquante-sept ans[31].

- 28 octobre 1999 : l'instruction du juge Éric Halphen est officiellement clôturée[5]. Le juge n'est pas parvenu à démontrer formellement l'existence d'un système de financement occulte du RPR[32].

### 2000
- 21 septembre 2000 : les révélations posthumes de Jean-Claude Méry (cassette Méry) sont publiées par le journal Le Monde. « C'est uniquement aux ordres de Jacques Chirac que nous travaillions », explique Jean-Claude Méry à propos du système de contributions occultes des entreprises sur les marchés publics de l'OPAC, en évoquant une scène dans laquelle il avait personnellement remis 5 millions de francs en cash à Michel Roussin, alors chef du cabinet de Jacques Chirac, Premier ministre, « en présence de M. Chirac »[33].

### 2001
- Mars 2001 : le juge Éric Halphen fait parvenir au président de la République Jacques Chirac une convocation en titre de témoin, avant d'estimer qu'il existe des « indices » suffisants pour envisager sa mise en examen[34].

- 4 avril 2001 : le président Jacques Chirac est mis en cause par François Ciolina, qui le désigne comme l'inspirateur d'un système de fraude sur les marchés publics[35]. Il ne se rend pas chez le juge[36].

- 25 avril 2001 : le juge Éric Halphen se déclare incompétent pour instruire le cas du président Chirac, en raison de son immunité présidentielle[37].

- 4 septembre 2001 : annulation pour vice de forme de tous les actes concernant Jacques Chirac (convocation et saisie de la vidéo de Jean-Claude Méry). Éric Halphen est dessaisi de l'affaire et remplacé par le juge Armand Riberolles[36]. La cour d'appel de Paris annule une partie de la procédure pour vice de forme[38].

### 2002-2004
Entre 2002 et 2004, le successeur d'Éric Halphen, le juge d'instruction Armand Riberolles s'évertue à reprendre les actes annulés par la cour d'appel de Paris. Les multiples auditions conduites par Armand Riberolles portent essentiellement sur le rôle du promoteur Jean-Claude Méry, dont les révélations ont relancé l'enquête.
Le 19 janvier 2004, le juge Armand Riberolles clôt ses investigations et l'instruction de l'affaire des HLM de Paris.

### 2005
- Février 2005 : le parquet de Paris requiert un non-lieu en faveur de Jean Tiberi, accordé par le juge Armand Riberolles. Il demande toutefois le renvoi devant le tribunal correctionnel de la majorité de la cinquantaine de personnes mises en examen[40].

- Juin 2005 : l'ex-conseiller général RPR des Hauts-de-Seine Didier Schuller et le député-maire (UMP) de Levallois-Perret Patrick Balkany comparaissent devant le tribunal correctionnel de Créteil dans l'affaire des HLM des Hauts-de-Seine[41].

## Procès en première instance
- Le procès de l'affaire des HLM de Paris se déroule dans l'indifférence du 23 janvier 2006 au 5 juillet 2006[42],[26]: selon le Figaro du 5 juillet 2006, « le dossier n'a plus rien d'une affaire d'État. Avant l'ouverture des débats, quelques caméras cherchaient en vain des visages connus parmi les prévenus »[43].

- Les hommes politiques clés de la capitale comme Jean Tiberi, Michel Roussin ou Jacques Chirac ont bénéficié de non-lieu, de vices de forme ou de protection statutaire. Selon le juge Armand Riberolles, « L'instruction n'est pas parvenue à établir formellement l'implication personnelle des responsables au sein de l'appareil politique du RPR. »[44].

- En l'absence de tout responsable politique, c'est l'ancien directeur général de l'OPAC et élu corrézien, Georges Pérol, qui fait figure de clé de voûte de ce vaste système de versements de commissions par les entreprises et de détournement de procédures dans l'attribution de marchés publics. Contre lui, le parquet a requis quatre ans d'emprisonnement avec sursis, 50 000 euros d'amende et trois ans d'interdiction des droits civiques et civils[45].

- Le 14 mars 2006, des peines de prison avec sursis et des amendes sont requises contre 41 des 49 prévenus du procès de l'OPAC, considérés comme les acteurs ou les complices d'un « système de fraude de grande envergure, parfaitement organisé » et destiné à « constituer des caisses noires », selon les mots de la vice-procureure, Chantal de Leiris. Évoquant dès le début de son réquisitoire, devant la 11e chambre du tribunal correctionnel de Paris, la question du financement politique, elle relève que « l'instruction n'a pas trouvé de réponse et s'est heurtée au silence et aux flux financiers des sociétés off-shore »[45].

- Le 5 avril 2006, le dernier jour du procès des HLM de Paris est consacré aux plaidoiries. Pendant deux mois et demi de débats, une cinquantaine de chefs d'entreprise ont été entendus et ont reconnu avoir versé des fonds contre l'obtention de marchés des HLM de Paris. Aucun financement politique occulte n'a pu être mis en évidence. L'utilisation de sociétés-écrans basées dans des paradis fiscaux (voir société panaméenne et fiduciaire suisse) a empêché de retracer les flux financiers[46].

### Condamnations
Trente-sept prévenus sur quarante-neuf, dont l'ancien directeur général de l'OPAC, Georges Pérol, sont condamnés à des peines de prison avec sursis et des amendes par le tribunal correctionnel de Paris.
- Georges Pérol, directeur général de l'OPAC de 1982 à 1993, corrézien proche de Jacques Chirac, est condamné à deux ans de prison avec sursis et 20 000 euros d'amende[47].
- Francis Poullain, entrepreneur proche du RPR, est condamné à 18 mois de prison avec sursis et 40 000 euros d'amende[47].
- Jean Glock, directeur d'une entreprise de menuiserie, est condamné à payer 100 000 euros pour préjudice moral, solidairement avec les autres condamnés[48].
- D'autres prévenus se voient infliger des peines allant de deux mois à deux ans avec sursis, assorties d'amendes allant de 3 000 à 60 000 euros[48].
- 11 derniers accusés sont relaxés après une dispense de peine prononcée par le tribunal[48].

## Procès en appel
Jean Glock est le seul des prévenus à avoir maintenu son appel. La cour d'appel de Paris rend son arrêt le 24 octobre 2007.

## Marchés truqués

### Les ascenseurs des HLM deParis
- Le contrat de maintenance et de rénovation des 3 092 cabines d'ascenseurs des immeubles d'HLM parisiens est attribué en 1992. Le marché est important : 2,2 milliards de francs sur quinze ans, soit un budget annuel de 140 millions de francs.

- Trois entreprises sont retenues : la Somatem, filiale de la Lyonnaise des eaux, la CG2A, filiale de l'ex-Compagnie générale des eaux (CGE, devenue Vivendi), et le groupe américain Otis. Otis refuse de traiter avec Jean-Claude Méry et obtiendra un petit lot en rémunérant un autre intermédiaire.

- L'enquête a montré que, pour cet appel d'offres, des commissions avaient été versées, via le règlement de factures d'« assistance commerciale » à l'une des sociétés de Jean-Claude Méry. Un dirigeant de la CG2A, lors de l'attribution du marché, a ainsi déclaré au juge avoir acquitté de semblables factures au mois de février 1992 « parce que la commission d'appel d'offres se réunissait la semaine suivante ». Jean-Claude Méry, expliquait-il, lui avait mis « le couteau sous la gorge ». Le dirigeant de la Somatem, lui, avait confirmé, sur procès-verbal, que ce marché devait entraîner « le versement d'une commission d'entre 1 % et 5 % du montant du marché, dont le paiement devait s'effectuer à l'étranger ».

- Questionné le 11 mai 1998, Jean-Claude Méry avait, pour sa part, reconnu avoir « demandé 1,5 % du marché, qui [lui] ont été versés en Suisse », mais il n'avait pas évoqué de destination politique.

## François Ciolina
François Ciolina fut l'adjoint de Georges Pérol, à la tête de l'Office public d'aménagement et de construction de Paris. Le juge Armand Riberolles le questionne à plusieurs reprises.
Interrogé le 30 mai 2002 sur d'éventuelles interventions politiques effectuées auprès du directeur général de l'office, Georges Pérol, François Ciolina déclare : « Qu'il s'agisse de Jean Tiberi, de Jacques Chirac ou de Michel Roussin, les choses se déroulaient de la même façon. Lorsque je me trouvais dans le bureau de Georges Pérol, à discuter de l'attribution d'un marché, il arrivait que-celui-ci- manifeste son intention de téléphoner à un de ceux que je viens de citer. Il me demandait de sortir. J'attendais dans son antichambre. Lorsqu'il m'appelait, il me disait quelle était l'entreprise qui était choisie. J'en déduis que les sujets de conversation étaient les choix de l'entreprise. »
À plusieurs reprises, Georges Pérol conteste vivement les accusations portées par François Ciolina. Ce dernier se rétracte à l'audience. La représentante du parquet requiert deux ans avec sursis, 25 000 euros d'amende et un an d'interdiction des droits civiques. Le tribunal correctionnel de Paris condamne finalement le 5 juillet 2006 l'ancien directeur général de l'OPAC à deux ans de prison avec sursis et 20 000 euros d'amende, et son ancien adjoint François Ciolina à six mois avec sursis.